# Microsoft Flight Simulator X
Microsoft Flight Simulator X（マイクロソフトフライトシミュレータX）は、マイクロソフトのフライトシミュレータであるMicrosoft Flight Simulatorシリーズのひとつで、Microsoft Flight Simulator 2004の後継バージョンである。新たに、Microsoft Windows Vistaへの互換性、それまでと同じグラフィックスエンジンを含むアップグレードなどの新機能に対応した。英語版は2006年10月17日、日本語版は2007年1月26日（Vista発売の4日前）に発売された。Xの後継バージョンとして、Microsoft Flight Simulator (2020年)も登場した。

## 概要
最初の拡張パックとなる『栄光の翼』（原題：『Microsoft Flight Simulator X ACCELERATION』）は英語版は2007年10月23日、日本語版は2007年12月14日に発売された。
また、データ量の増大に伴い、コンピュータ向けのフライトシミュレータとしては初めてDVD-ROMに収録されリリースされた。
バージョン名のXは、シリーズ10作品目をローマ数字で示したものである。
現在は開発チームが閉鎖されたため開発されておらず、DVD-ROM版の販売は終了している。しかし日本語未対応ではあるがSteamよりダウンロード販売版が配信されており、追加シナリオや新たな機体、空港がアドオンとして配信されている。

### DVD-ROM版
Microsoft Flight Simulator Xは発売直後に、世界の人気フライトシミュレータ・ランキングにおいて、それまで1位の座を誇っていたコンバット系のLock On: Modern Air Combatを抜き、1位に選定される、メジャーなフライトシミュレータである（2007年11月現在）。北アメリカにおいては、英語版が2006年10月17日に発売され、日本語版も2007年1月26日に発売された。
英語版ではStandard EditionとDeluxe Editionの2種類が発売されている。日本語版はオリジナル1種類（英語版におけるDeluxe版相当）のみの販売となっている。
Standard Editionは、GPSや飛行経路などを詳細に再現し、18機の航空機、28の詳細に再現された都市、40の詳細に再現された空港（他におよそ30,000の空港）、45のミッションを収録している。Deluxe EditionはStandard Editionの機能に加え、24機の航空機、38の詳細に再現された都市、45の詳細に再現された空港（他におよそ30,000の空港）、50のミッションを収録している。
日本語版では、池田秀一、唐沢潤、田原アルノ、てらそままさきなど、31人の有名声優がミッションでの音声の吹き替えを担当している。またATCは元管制官を起用している。
因みにマイクロソフトのMSFS開発チームであるACE Studioが人員削減の一環として2009年1月をもって閉鎖され、その後も長らく音沙汰がないため、この作品がMSFSシリーズの事実上の最終作 とされてきたが、ゲーム会社のAsobo Studioが新作のフライトシミュレーター開発に着手し、2020年にリリースされた。(Microsoft Flight Simulator (2020年)を参照。)

### Steam版
Steamにて2014年12月18日よりダウンロード販売にて配信開始。販売元はDovetail Games。ゲームをプレイするにはゲーム本体のほかにSteamランチャーのインストールが必要となる。英語版のみの販売となっている。ゲーム本体のMicrosoft Flight Simulator X: Steam Editionはオリジナルと「ACCELERATION（栄光の翼）」を同梱したものである
。

## 特徴

### 新機能
特徴的な新機能としては、以下のものがあげられる。
- 実際の道路、地域特有の地質、3Dの動物などの再現と、星座に沿った星の配置についてのグラフィックスの改良など。
- 空港において、実際の駐機場と同様に機体データを配置収録。
- ゲーム内蔵のGPSに基づいた、より正確な計器類の機体位置表示。
- アメリカのFAAのマニュアルを基にした、ATCシステムの改良。
- APU、乗員による防火スイッチサインなどの機体データのシステムのほぼ全面的な再現改良。
- 故障システムにエンジンの火災が追加され、実際にエンジンから炎と煙が出るようになった。
- 気象システムの改良。
- Shared Skiesによるマルチプレイヤーモードでの機能性、双方による同機の操縦（機長役と副操縦士役）の機能化。
- サラウンドによるステレオセットの改良。
- DC-3、パイパーJ-3を除く、それまでの旧バージョンの一種のテーマでもあった、歴史的な航空機の未収録、対し現代の航空機を中心とした機体データの収録。
- 前作では収録されなかったエアバス製航空機の追加。
- フライトシミュレータにおける最高高度を100,000,000 ft（約30,000,000 m = 30,000km）にまで引き上げ。
- 加速時やブレーキをかけた時などの、コックピットのカメラのゆれの再現。
- 波の運動学に沿った水の日光反射の再現。
- 機体への影効果の再現。
- ミッションでのレッドブル・エアレース・ワールドシリーズの障害物再現。

また、相違点としては、以下のものが挙げられる。
- 機体テクスチャ方式をビットマップからDirectDraw Surfaceを主としたものへと変更（従来の仕様も可能な模様）。
- シーナリーの方式の変更（一部流用可能）。

## 収録機体

### オリジナル版
- Airbus A321
- AirCreatlon Trike Ultralight
- Beechcraft Baron 58
- Beechcraft Baron 58 G1000
- Beechcraft King Air 350
- Bell 206B JetRanger
- Boeing 737-800
- Boeing 747-400
- Bombardier CRJ700
- Bombardier Learjet 45
- Cessna C172SP Skyhawk
- Cessna C172SP Skyhawk G1000
- Cessna C208B Grand Caravan
- de Havilland Beaver DHC2
- DG Flugzeugbau DG-808S
- Douglas DC-3
- Extra 300S
- Grumman Goose G21A
- Maule Orion
- Maule Orion on skis
- Mooney Bravo
- Mooney Bravo G1000
- Piper J-3 Cub
- Robinson R22 Beta II

### 栄光の翼
- Boeing F/A-18 Hornet
- NorthAmercan P-51D Mustang
- AgustaWestland EH101

## その他
アメリカのボーイング社の協賛を受けており、ゲームの初期機体データであるボーイング747-400、ボーイング737-800の塗装の1つに、ボーイング社による試作時の塗装が収録されている。